# Анархисты (фильм)
«Анархисты» (фр. Les anarchistes) — художественный фильм французского режиссёра Эли Важеман (2015). Премьера состоялась 15 мая 2015 года. В России фильм вышел 25 февраля 2016 года.

## Сюжет
Фильм рассказывает историю Жана Альбертини, с детства нищего сироты, но при этом очень целеустремлённого. Став подростком, он пошёл на службу в Парижскую полицию. В будущем, став командиром отделения жандармерии, начальство решает послать его шпионить за группировкой анархистов. Со временем Жан начинает вникать в идеи «преступников» и симпатизировать им.

## В ролях
- Тахар Рахим — Жан Альбертини
- Адель Экзаркопулос — Джудит Лориллард
- Сванн Арло — Элизея
- Гийом Гуи — Эжен Левек
- Карим Леклу — Бисквит
- Сара Лепикар — Мария-Луиза Шевандье
- Седрик Кан — Гаспар
- Эмили де Прессак — Клотильда Лапиовер
- Аурелиа Пуарье — Адриан
- Тильбо Лакруа — Альберт Вюйар
- Саймон Беллуард — Ганс
- Аурелия Пуарье — Марта
- Одри Бонне —

## Съёмочная группа
- Режиссёр — Эли Важеман
- Продюсер — Лола Гэнс
- Сценаристы — Гаэлль Масе, Эли Важеман
- Операторы — Дэвид Чизаллет
- Композитор — Николя Молляр